# Bogertophis rosaliae
Bogertophis rosaliae là danh pháp hai phần của loài rắn chuột Baja, được đánh giá là một trong các loài đặc hữu của miền bắc Mêxicô và một số vùng thuộc miền tây nam Hoa Kỳ. Loài này thuộc nhóm rắn sa mạc (Desert Ratsnakes). Tên tiếng Việt "rắn chuột Baja" này dịch từ nguyên gốc tiếng Tây Ban Nha của người dân địa phương Mêxicô gọi tên loài này là "Culebra-ratonera de Baja". Loài này không có nọc độc, bộ nhiễm sắc thể lưỡng bội 2n = 38.